# Луїсвілл Сіті
ФК «Луїсвілл Сіті» (англ. Louisville City Football Club) — американський футбольний клуб з Луїсвілла, Кентуккі, заснований у 2014 році. Виступає в USL. Домашні матчі приймає на стадіоні «Луїсвілл Слаггер Філд», місткістю 13 131 глядачів.
Виступає у Східній конференції USL.

## Досягнення
- USL
  - Чемпіон: 2017
  - Фіналіст: 2015, 2016, 2017.